# Alte Allerheiligen-Kathedrale von Khartum

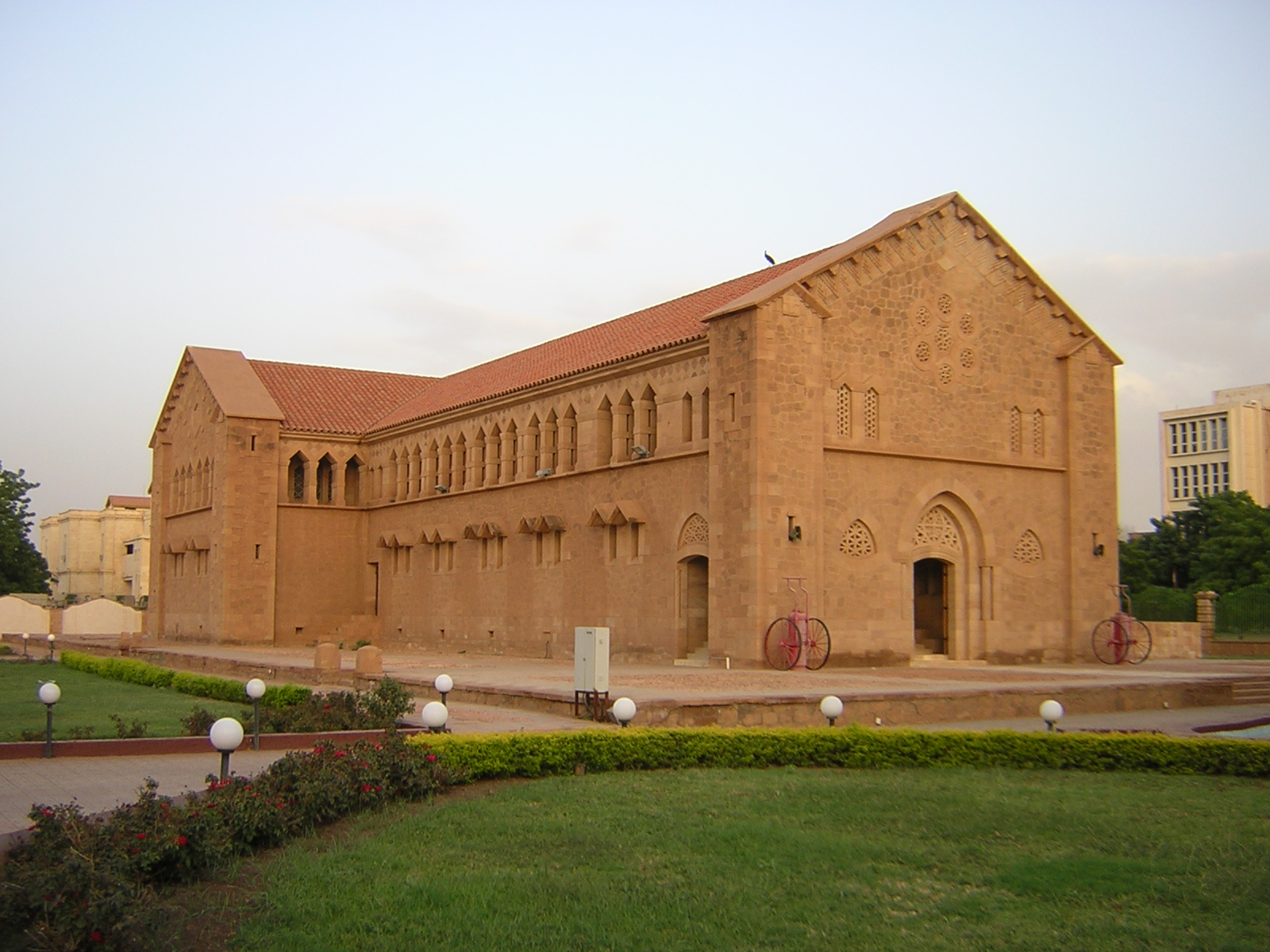
Republican Palace Museum in der ehemaligen Allerheiligen Kathedrale von Khartum

Die Alte Allerheiligen Kathedrale von Khartum ist ein ehemaliges Kirchengebäude der anglikanischen Episcopal Church of Sudan in der sudanesischen Hauptstadt Khartum, das als Republican Palace Museum genutzt wird.
Die Kathedrale liegt nahe dem Präsidentenpalast von Khartum.

## Geschichte
Der Grundstein wurde 1904 gelegt und die Kathedrale wurde 1912 geweiht und eröffnet. Am 1. Juli 1971 wurde das Gebäude von der sudanesischen Regierung konfisziert, weil es einen Tunnel von der Kathedrale zum Präsidentenpalast gegeben haben soll. Ein neuer Standort in Südkhartum wurde für die Kathedrale zugewiesen, an der das neue Gebäude der Allerheiligen-Kathedrale von Khartum von der Kirchengemeinschaft von 1979 bis 1983 errichtet wurde.
Im Oktober 1996 wurde der Kirchturm der alten Allerheiligen Kathedrale von Khartum abgerissen und das Gebäude in ein Museum umgewandelt, welches im Jahr 2000 eröffnete.

## Museum
Das Museum wurde zum Jahr 2000 eröffnet.
Die Sammlung des Museums enthält verschiedene Objekte wie alte Präsidentenautos, Staatsgeschenke und Generalgouverneur Charles George Gordons Piano.

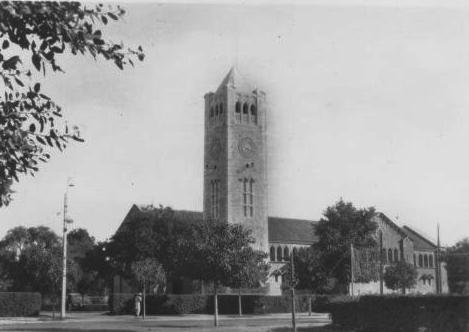
Allerheiligen Kathedrale von Khartum, 1941
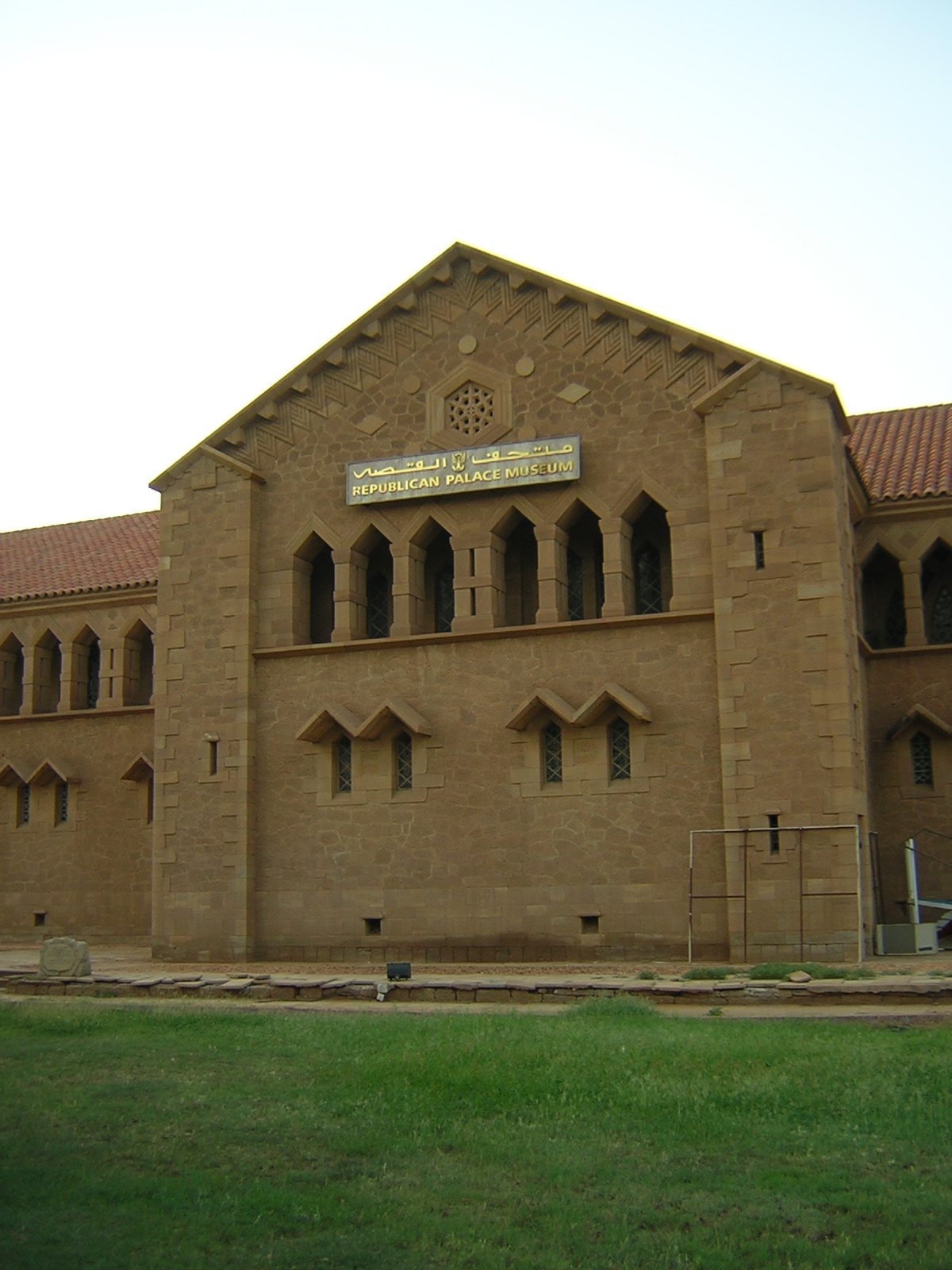
Republican Palace Museum Khartoum
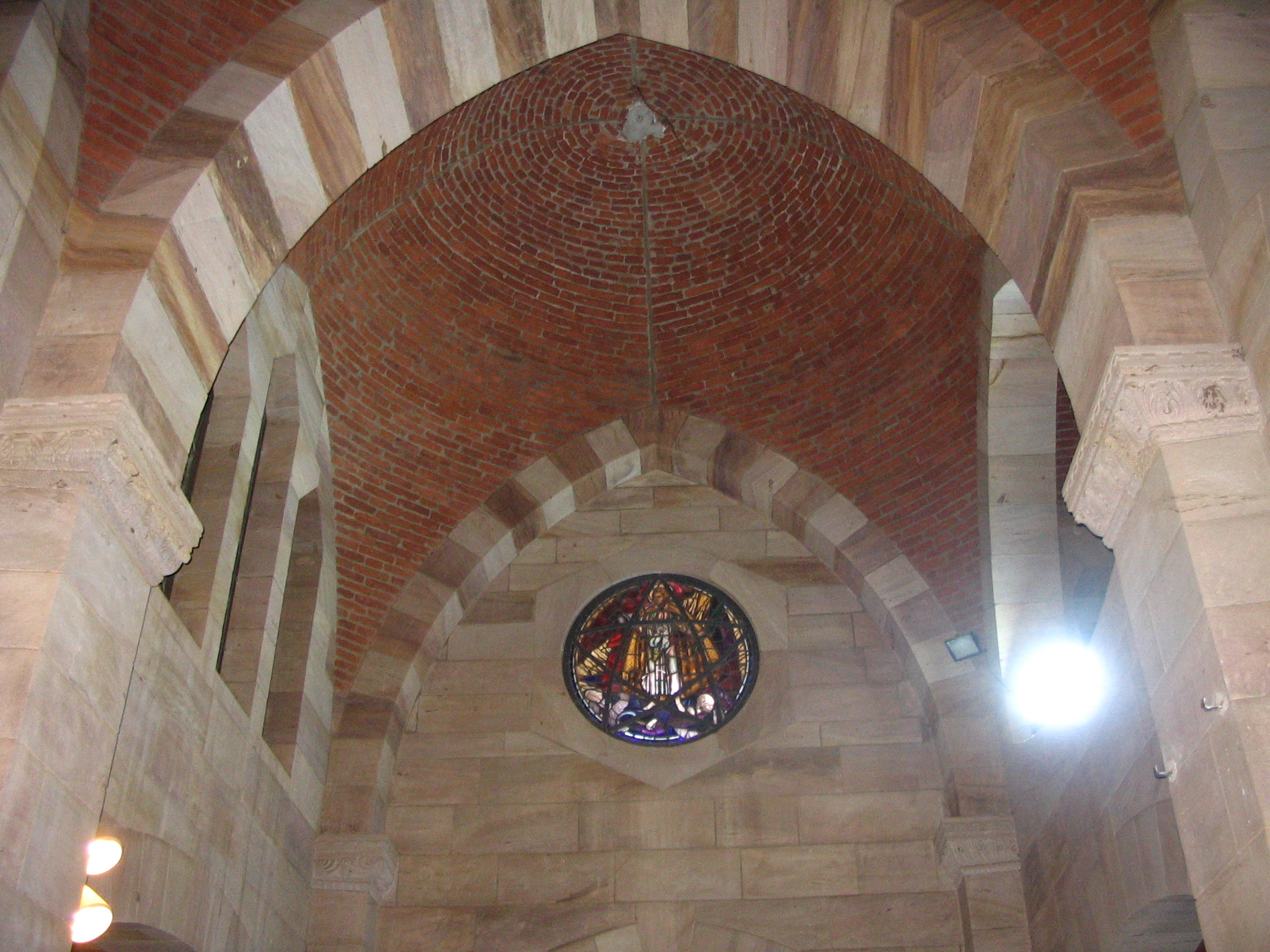
Farbige Glasfenster im Republican Palace Museum